# Adenomera diptyx
Adenomera diptyx is een kikker uit het geslacht Adenomera en de familie fluitkikkers (Leptodactylidae). De soort werd voor het eerst wetenschappelijk beschreven door Oskar Boettger in 1885. Oorspronkelijk werd de wetenschappelijke naam Leptodactylus diptyx gebruikt.
De kikker komt voor in delen van Zuid-Amerika en leeft in de landen Bolivia, Brazilië en Paraguay. De habitat bestaat uit bossen, moerassen, stedelijke gebieden en in scrubland.